# Powiat Zwoleński
Der Powiat Zwoleński ist ein Powiat (Kreis) in der polnischen Woiwodschaft Masowien. Der Powiat hat eine Fläche von 571,24 km², auf der 37.524 Einwohner leben. Die Bevölkerungsdichte beträgt 66 Einwohner auf 1 km² (2004).

## Gemeinden
Der Powiat umfasst fünf Gemeinden, davon zwei Stadt-und-Land-Gemeinde und drei Landgemeinden.

### Stadt-und-Land-Gemeinden
- Kazanów
- Zwoleń

### Landgemeinden
- Policzna
- Przyłęk
- Tczów